# Anna Nakagawa
Anna Nakagawa  (中川安奈?, Nakagawa Anna), pseudonimo di Anna Kuriyama  (栗山安奈?, Kuriyama Anna) (Suginami, 30 agosto 1965 – Tokyo, 17 ottobre 2014) è stata un'attrice giapponese.

## Biografia
Nel 1989 vinse il premio come migliore attrice allo Yokohama Film Festival.
Morì il 17 ottobre 2014 a 49 anni per un tumore all'utero.

## Filmografia parziale
- 1989 - A Sign Days
- 1991 - Godzilla contro King Ghidorah
- 1995 - See You at the Campground
- 1997 - Cure
- 2013 - The intermission